# Conrad Ekhof
Hans Conrad Dietrich Ekhof (født 12. august 1720 i Hamburg, død 16. juni 1778 i Gotha) var en tysk skuespiller.
Ekhof blev af sine fattige forældre anbragt som skriver hos en advokat i Schwerin; denne gav ham adgang til sin betydelige bogsamling, og ved læsning opstod og næredes hos Ekhof så stærk en teaterlyst, at han, ikke 20 år gammel, forlod kontoret og lod sig engagere ved den Schönemannske trup; 15. januar 1740 betrådte han i Lüneburg første gang scenen. 
I 35 år berejste han derefter med forskellige teaterselskaber Tyskland på kryds og tværs og arbejdede sig frem til så stor en anseelse, at han 1775 kaldtes til direktør for hofteatret i Gotha; på denne scene viste han sig sidste gang 6. april 1778 som ånden i Hamlet. 
Ekhof anses som den første tyske skuespiller, der fortjener navn af virkelighedsfremstiller; hans forkundskaber var tarvelige, men hans bevægede liv skænkede hans modtagelige natur en rigdom af dybe og stærke indtryk, som han vidste at omsætte til kunst.
Ekhof var ikke særlig gunstig udrustet fra naturens hånd, han var lille af vækst og ingenlunde køn af ansigt, men hans stærke personlighed og frem for alt hans uforlignelige tale, der i sig forenede en videnskabsmands sprogøre og en digters begejstring, bragte på scenen disse legemlige mangler i forglemmelse.
Ekhof, der kaldes den tyske skuespilkunsts fader eller den tyske Garrick, var lige stor i sørgespillet som i lystspillet, i komedien som i farcen.